# Проспект Хусаина Ямашева
Проспект Хусаина Ямашева (тат. Хөсәен Ямашев проспекты) — магистральная улица в Казани, часть Большого Казанского кольца. Одна из самых длинных по протяжённости и важнейших магистралей города, главная ось Ново-Савиновского района. Первая, наряду с улицей Рихарда Зорге, прямолинейная шестиполосная казанская магистраль, протянувшаяся на более чем 6 километров.

## Расположение

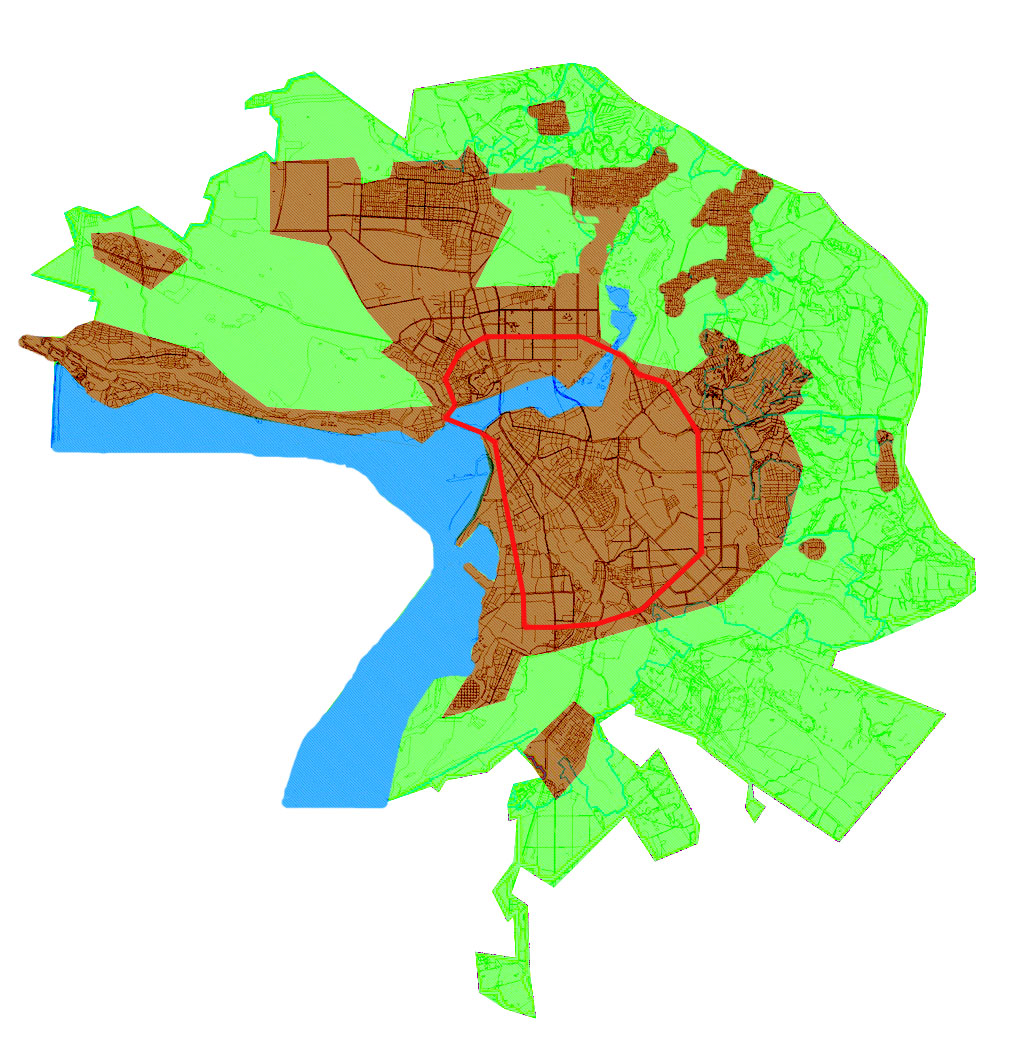
Схема Большого Казанского Кольца

Проходит с запада на восток через Московский, Ново-Савиновский и Советский районы Казани, от улиц Ленской и Декабристов до улицы Академика Арбузова, фактически соединяя между собой четыре района Казани — Кировский, Московский, Ново-Савиновский и Советский.

## Часть Большого Казанского кольца
Проспект является одной из крупнейших частей Большого Казанского кольца, в составе которого на западе переходит в Ленскую улицу, на востоке — в улицу Академика Арбузова.
На границе Ново-Савиновского и Советского районов проспект пролегает по 3-й транспортной дамбе через реку Казанка (приток Волги).
Несколько действующих и сооружающихся на проспекте транспортных развязок и пешеходных переходов призваны сделать его скоростной магистралью почти непрерывного бессветофорного движения.

## История
В XIX веке небольшая застройка будущего проспекта находилась в Кизической слободе вдоль улицы Декабристов. К 1939 году участки вдоль будущего проспекта назывались Ново-Кизическая стройка и Ново-Савиновская стройка.
Одни из первых высотных пятиэтажных домов, относящихся к проспекту, датируются 1964 годом.
В 1972 году проспект получил название в честь Хусаина Мингазетдиновича Ямашева (1882—1912), видного деятеля татарского революционного движения.
С открытием третьей транспортной дамбы в 1976 году и до 1990-х годов, до окончания строительства объездной дороги вокруг Казани, улица выполняла роль транзитной, позволяя двигаться транспорту по трассе М7 через Казань не заезжая в центр города.

### Развязки
При сооружении в 1970-е годы на проспекте была сооружена только одна развязка — на пересечении с проспектом Галимджана Ибрагимова. Также над проспектом был сооружён эстакадно-мостовой каркас на пересечении с улицей Гаврилова, который простоял долгостроем до середины 2000-х годов пока не был доведён до действующей развязки.
С начала XXI века проспект проходит через четыре многоуровневые действующие автомобильные развязки:
- Ямашева-Ибрагимова (по эстакаде) с 1980 года;
- Ямашева-Чистопольская (под эстакадой) с 2005 года;
- Ямашева-Амирхана (под эстакадой) с 2010 года[12][13];
- Декабристов-Ямашева (по тоннелю) с 2010 года[14][15].

С 01 июня 2013 года на проспекте Хусаина Ямашева полностью запрещены левые повороты и развороты.

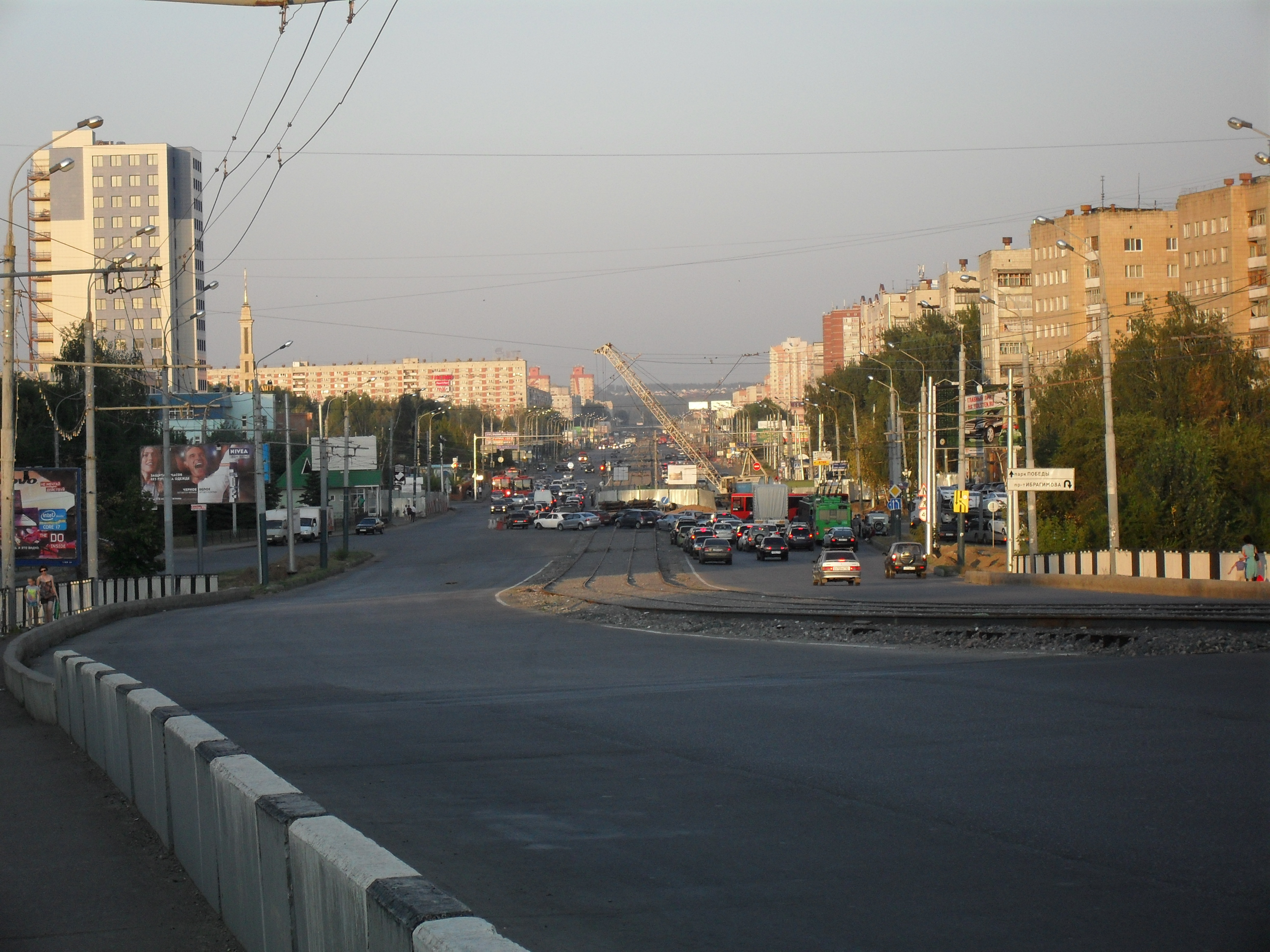
Двухуровневая развязка на пересечении проспектов Ямашева и Ибрагимова (вид в сторону улицы Короленко)
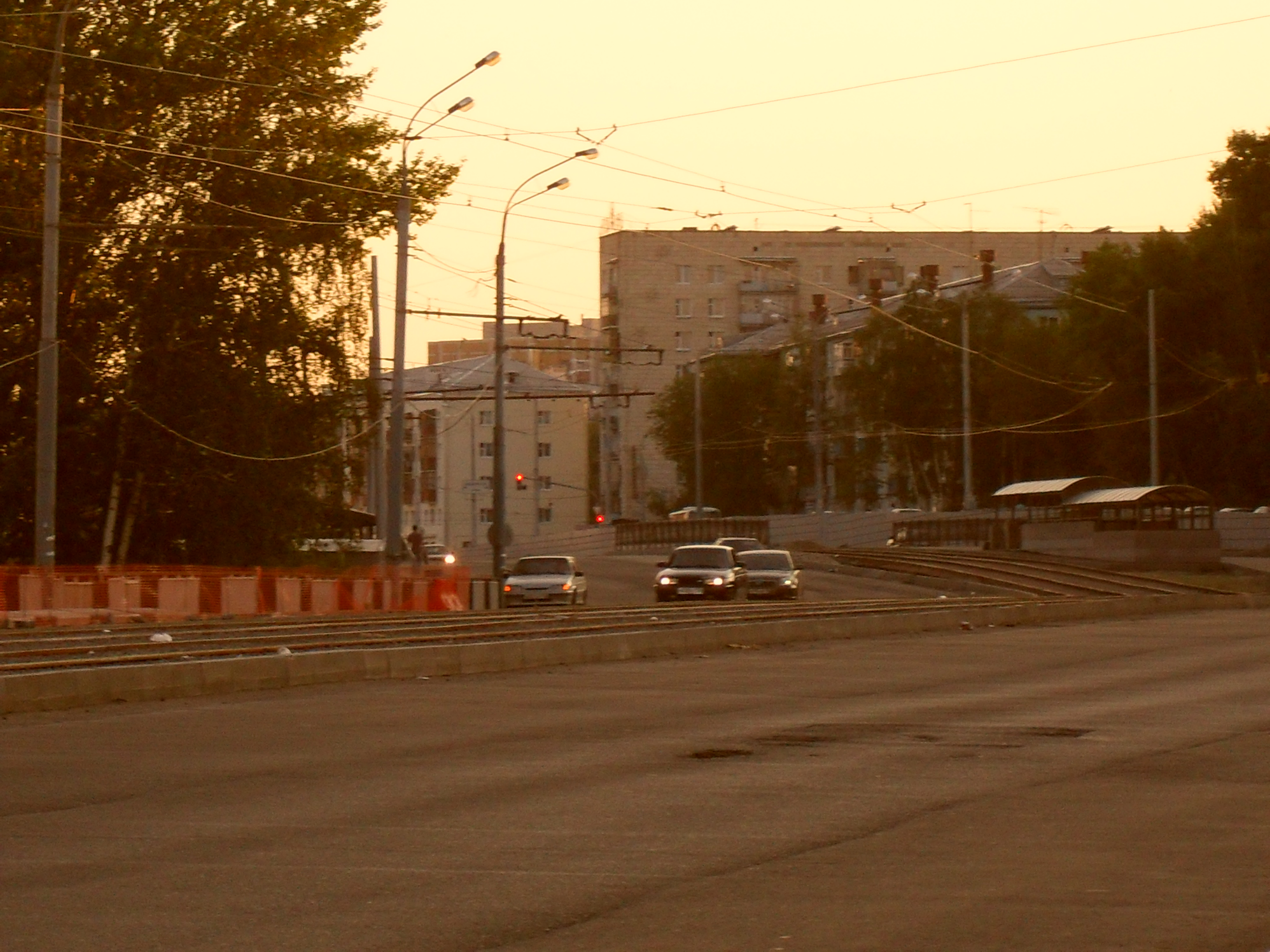
Проезжая часть проспектом (выезд из туннеля под развязкой Ямашева — Декабристов)
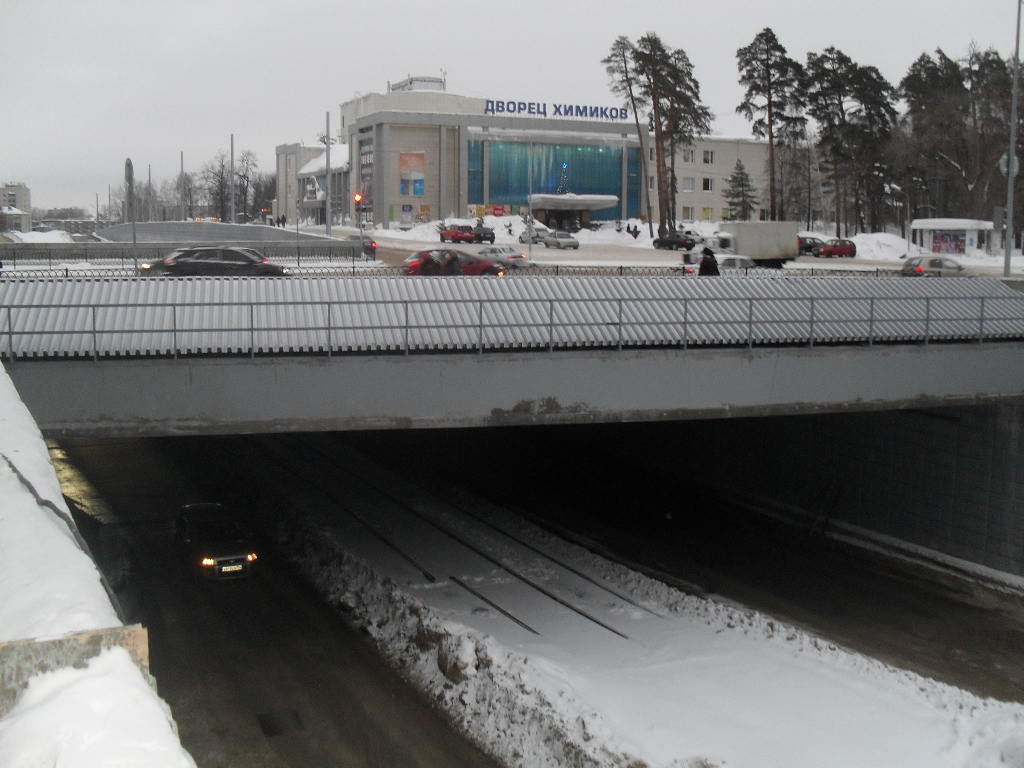
Двухуровневая развязка на пересечении Декабристов — Ямашева — Ленской

### Пешеходные переходы

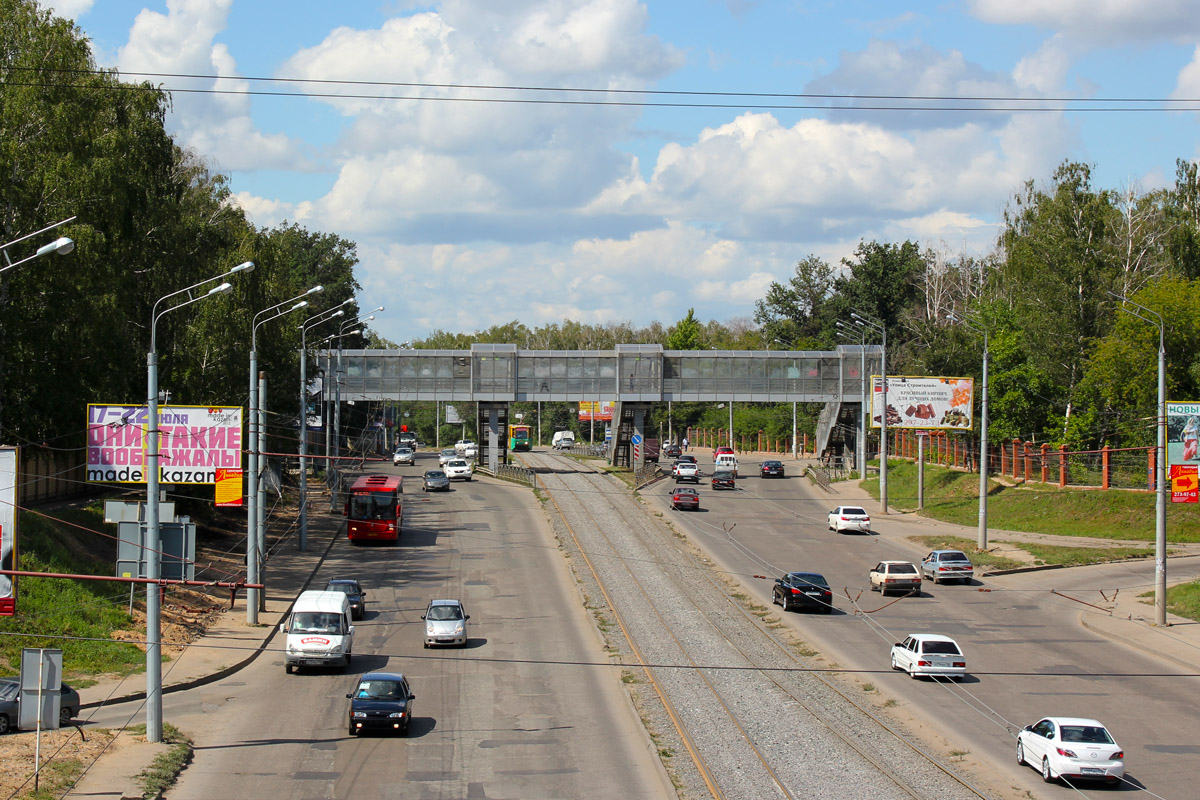
Конец проспекта Ямашева, надземный пешеходный переход около Ветеринарной академии

Несмотря на положение важнейшей городской транспортной магистрали в одном из самых населённых «спальных» районов города и наличие оживлённых перекрёстков и остановок всех видов транспорта, проспект (как и весь город) долгое время был совершенно обделён подземными переходами, хотя строился в 1970-е—1980-е годах.
Только в конце 2008 года в районе остановки общественного транспорта «Ветеринарная академия» (Советский район) над проезжей частью проспекта Ямашева был возведён первый надземный пешеходный переход длиной 50 метров и шириной 3 метра, который значительно разгрузил возникавшие на данном участке из-за светофора транспортные заторы.
В течение 2010 года подземные переходы построены и введены в эксплуатацию вместе с построенными развязками Ямашева-Амирхана и Ямашева-Декабристов. Возле строящегося стадиона в конце декабря 2010 года окончено строительство подземного перехода.
В течение 2011 года достроены подземные переходы на пересечении улиц Ямашева-Мусина и Ямашева — Адоратского.

## Общественный транспорт
По проспекту Ямашева проложены маршруты большого количества автобусов и троллейбусов. Для движения автобусно-троллейбусного общественного транспорта предусмотрена специальная выделенная полоса.

### Трамвай
Трамвайная линия была сооружена на проспекте в 1979 году. Практически на всём протяжении проспекта действовали  троллейбусные маршруты № 13, 17, на части — также № 18, 19, а ранее до 2005 г. работали также № 14, 16. До 2008—2009 гг. по проспекту курсировали пять маршрутов трамвая: № 13, 14, 19 и (до закрытия трамвайной линии в центре) 20, 21, а также до 1993 г. работал пиковый № 17. В связи со строительными работами по возведению развязок и подземных переходов, осенью 2009 г. на проспекте трамвайные рельсы были временно демонтированы и движение трамваев № 13, 14 было остановлено, а маршрут № 19 из Азино был укорочен до улицы Халитова без следования по проспекту, а затем закрыт. Одновременно с этими работами проводилась реконструкция трамвайных путей с укладкой специальных оснований и рельс для запуска к Универсиаде 2013 года через проспект преобразованного из маршрута № 19 скоростного (ускоренного) трамвая, имеющего большее обособление и более высокую скорость (до 80 км/ч), чем у обычного трамвая. Движение трамваев № 13, 14 по проспекту было возобновлено осенью 2011 года, а осенью 2012 года пущен маршрут № 5 скоростного трамвая первого этапа.
По состоянию на январь 2020 года, по проспекту проходят трамвайные маршруты № 5 и № 6. С 2022 года по проспекту начал проходить маршрут № 7.

### Троллейбус
Троллейбусная линия была сооружена на проспекте в 1993 году. По состоянию на январь 2020 года, по проспекту проходят троллейбусные маршруты № 2 (в одном направлении — с запада на восток) и № 13 (в обе стороны). 

### Метро
К проведению в городе Чемпионата Мира по Футболу 2018 года былопредусмотрено сооружение второй линии Казанского метрополитена, проходящей вдоль большей части проспекта и имеющей на нём станции «Стадион» (перед пересечением с улицей Гаврилова у ТЦ XL), «Проспект Амирхана» (на пересечении с одноимённым проспектом), а также, возможно, «Проспект Ямашева» (перед пересечением с улицей Мусина у ТРК «Парк Хаус»). Однако в итоге проект не был реализован.

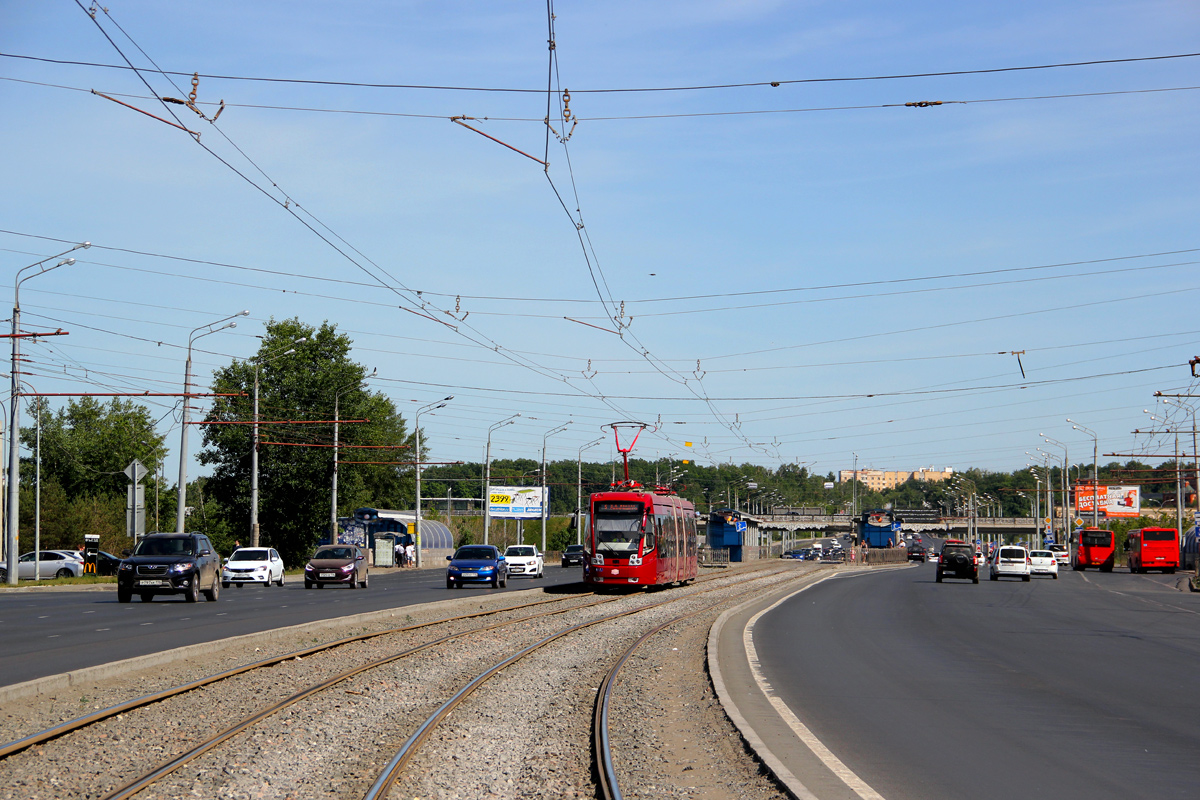
Трамвай на проспекте Ямашева
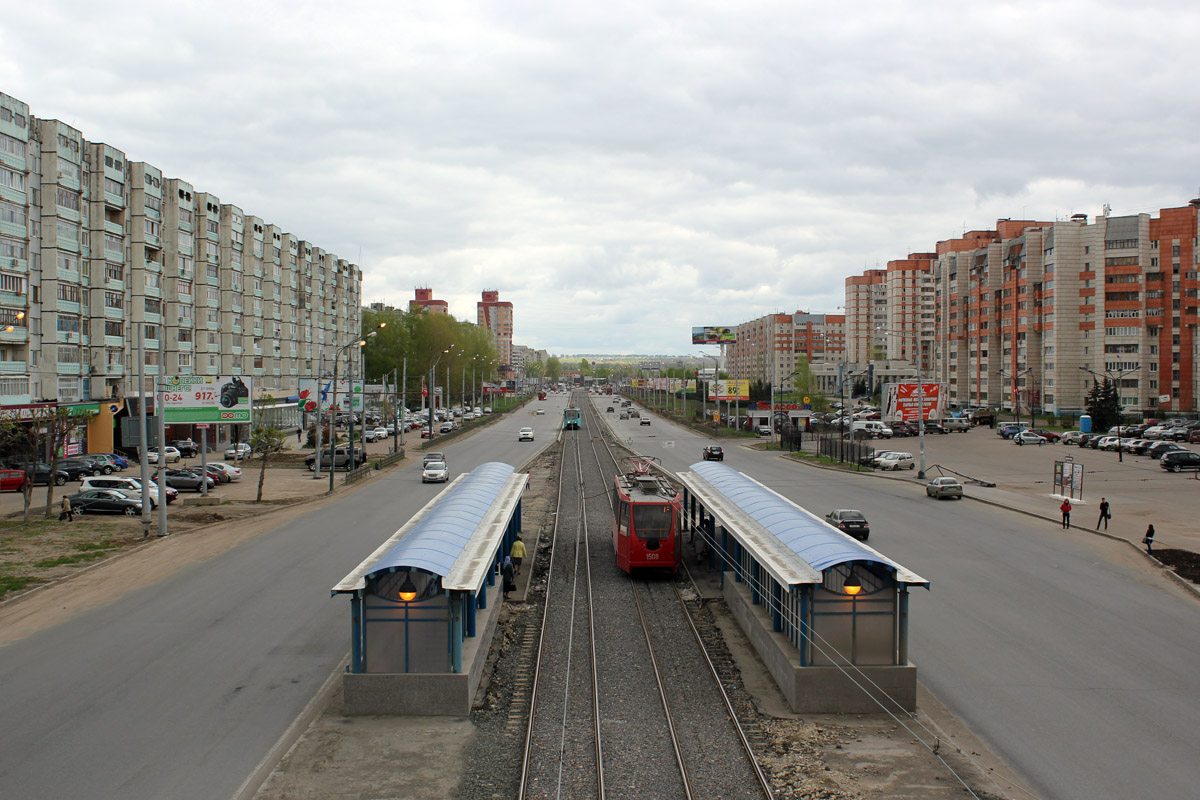
Вид на проспект с эстакады над проспектом Амирхана
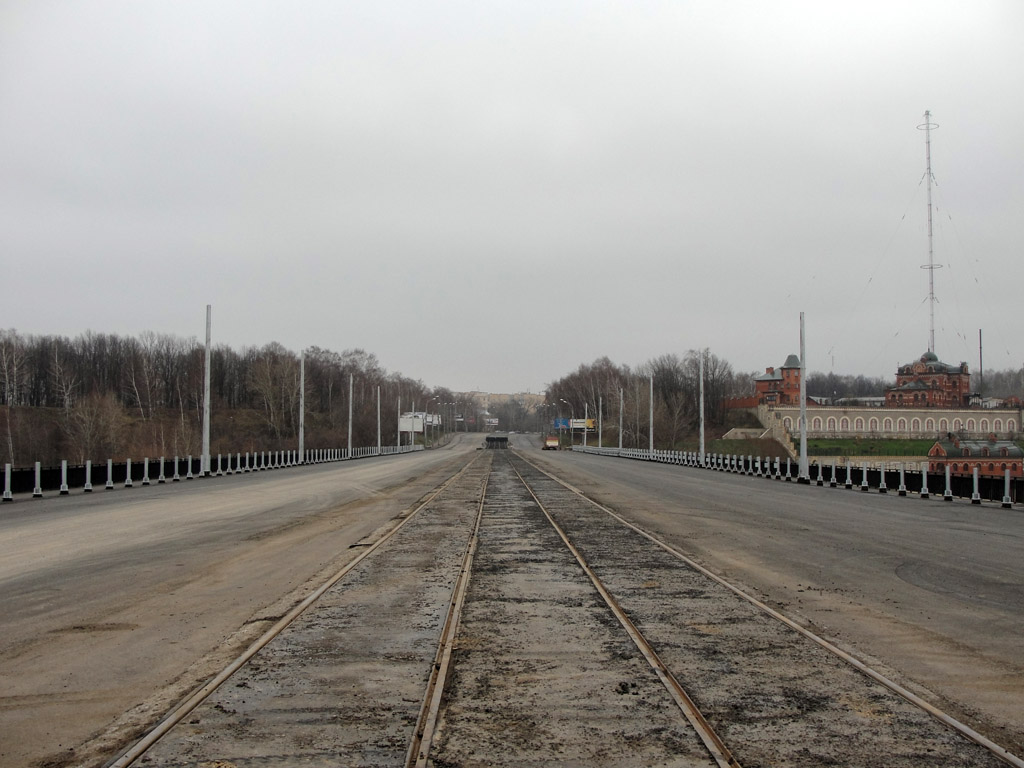
Мост через Казанку в период реконструкции

## Объекты, расположенные на проспекте
Помимо жилых, деловых, прочих торговых и общественных зданий, на проспекте расположен ряд примечательных объектов районного и городского значения.
- № 1/100а — Дворец Культуры Химиков — культурно-досуговый центр, в котором находится в том числе кинозал «Органик», а также периодически проводятся торгово-выставочные мероприятия. Расположен у развязки Декабристов-Ленская-Ямашева — пересечении с Большим Казанским кольцом.
- Сосновая роща (другое название — Парк ДК Химиков) — лесопарковая зона, раскинувшая свои территорию в самом центре Московского района г. Казани[25][26][27]. В XIX в. территория парка относилась к Кизическому мужскому монастырю. В парке много прогулочных дорожек и густых зелёных насаждений. Позади от ДК Химиков устроена небольшая детская площадка и периодически располагаются передвижные аттракционы и зоопарки, а также районная новогодняя ёлка.
- № 7 — Спортивный комплекс водных видов спорта «Оргсинтез» — домашняя арена Ватерпольного Клуба «Синтез»[28][29].
- № 11 — жилой дом ПО «Оргсинтез».[30]
- № 15 — жилой дом издательства Татарского обкома КПСС.[31]
- № 23 ― жилой дом авиазавода.[32]
- № 25 — жилой дом моторостроительного завода.[33]
- № 30 — жилой дом стройтреста № 1[тат.] (старый адрес: Короленко, 39а).[34]
- Парк Победы — крупный мемориальный парк и главное место отдыха жителей Ново-Савиновского района, расположенный после пересечения с улицей Бондаренко. Парк занимает площадь примерно 50 га. В парке имеются пантеон героев, прочие памятные объекты, галерея военной техники, аллеи, пруд[35][36].
- № 43, 45 — жилые дома для переселенцев из ветхого жилья.[37]
- № 46/33 — Торгово-развлекательный комплекс «Парк Хаус» — один из крупнейших в Поволжье и наиболее крупных в городе Торговый центров, построенный в начале 2000-х гг. перед пересечением с улицей Мусина. В молле располагается в том числе гипермаркет «Ашан». Перед моллом организована большая открытая автопарковка.
- № 48 — жилой дом треста «Казаньспецстрой».[38]
- № 52 (стр. номер Б-12) — жилой дом ПО «Казаньстройтранс».[39]
- Памятник ликвидаторам аварии на ЧАЭС — мемориальный комплекс, расположенный в сквере на пересечении с проспектом Амирхана[40][41][42][43].
- № 61 — жилой дом ПО «Оргсинтез».[44]
- № 67 — жилой дом банка «Татарстан» Сбербанка России.[44]
- № 71а — Торговый комплекс «Бэхетле» — крупный торговый объект районного значения, построенный в середине 2000-х годов после пересечения с проспектом Амирхана. В молле располагается в том числе одноимённый гипермаркет местной торговой сети. Рядом с ним находится ресторан «Вкусно и точка».
- № 81 — жилой дом треста «Татсантехмонтаж».[44]
- №№ 90, 92 — жилые дома компрессорного завода.[45]
- № 92а — Торгово-ресторанный центр «Имера» — объект местного значения, помимо ресторана и прочих заведений имеет супермаркет «Пятёрочка+» федеральной торговой сети. (пр. Ямашева, д.92а)
- №№ 93, 95, 97 — Торговый комплекс «Савиново-XL» — один из крупнейших в городе таких объектов. Состоит из нескольких связанных внутренними переходами корпусов. Первый корпус (пр. Ямашева, д.93) — торговый центр «Савиново», перестроенный в начале 2000-х гг. из существовавшего да этого несколько лет Савиновского рынка. В ТЦ располагается в том числе гипермаркет «Перекрёсток» федеральной торговой сети. Второй корпус (пр. Ямашева, д.95) — многоуровневый автопаркинг и вещевой рынок «XL-базар». Третий корпус (пр. Ямашева, д.97) — молл «Торговый квартал XL», в котором также есть досуговые и прочие заведения. Перед комплексом дополнительно организована открытая автопарковка.
- № 115 — Ак Барс Арена — футбольный стадион, на котором в 2013 году прошли церемонии открытия и закрытия Универсиады, а в 2018 году прошли игры Чемпионата мира по футболу[46][47].

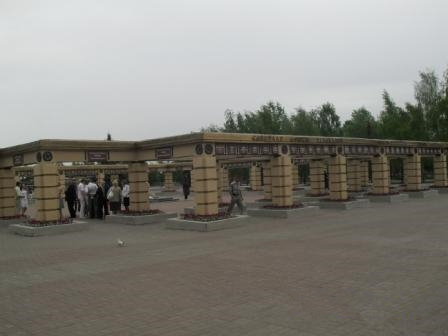
Мемориальный комплекс Парка Победы
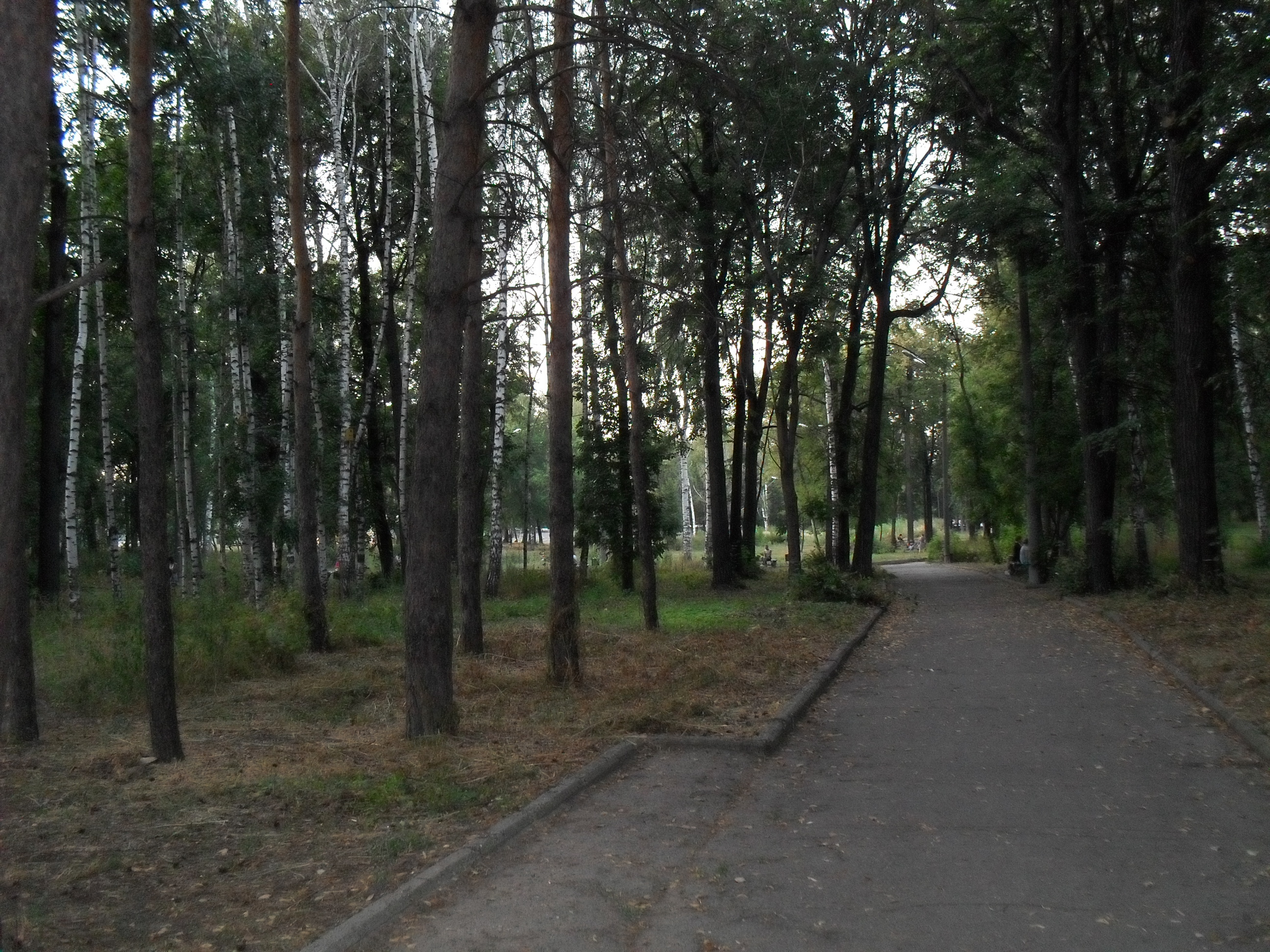
Лесопарковая зона парка ДК Химиков
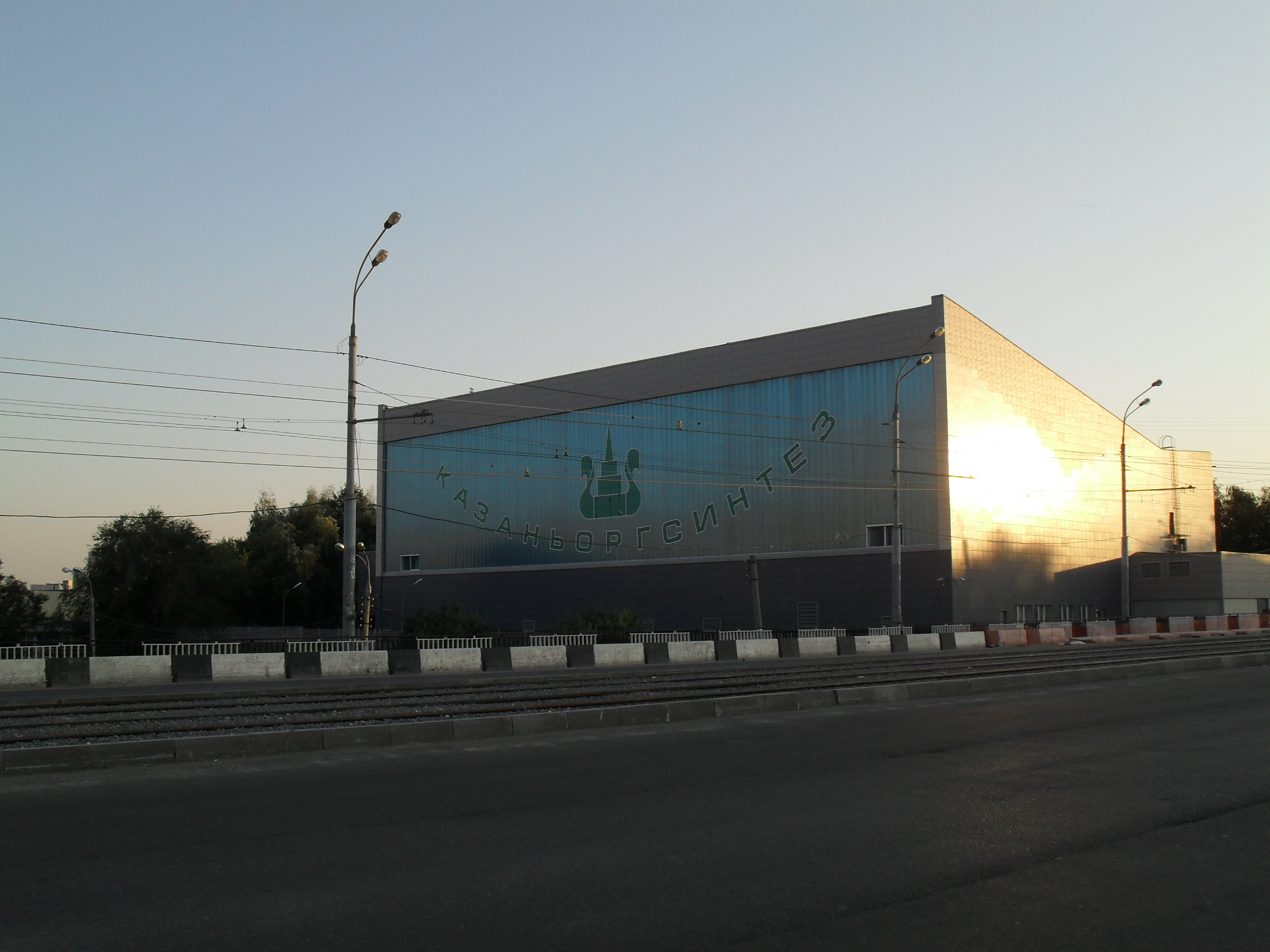
Бассейн «Оргсинтез»
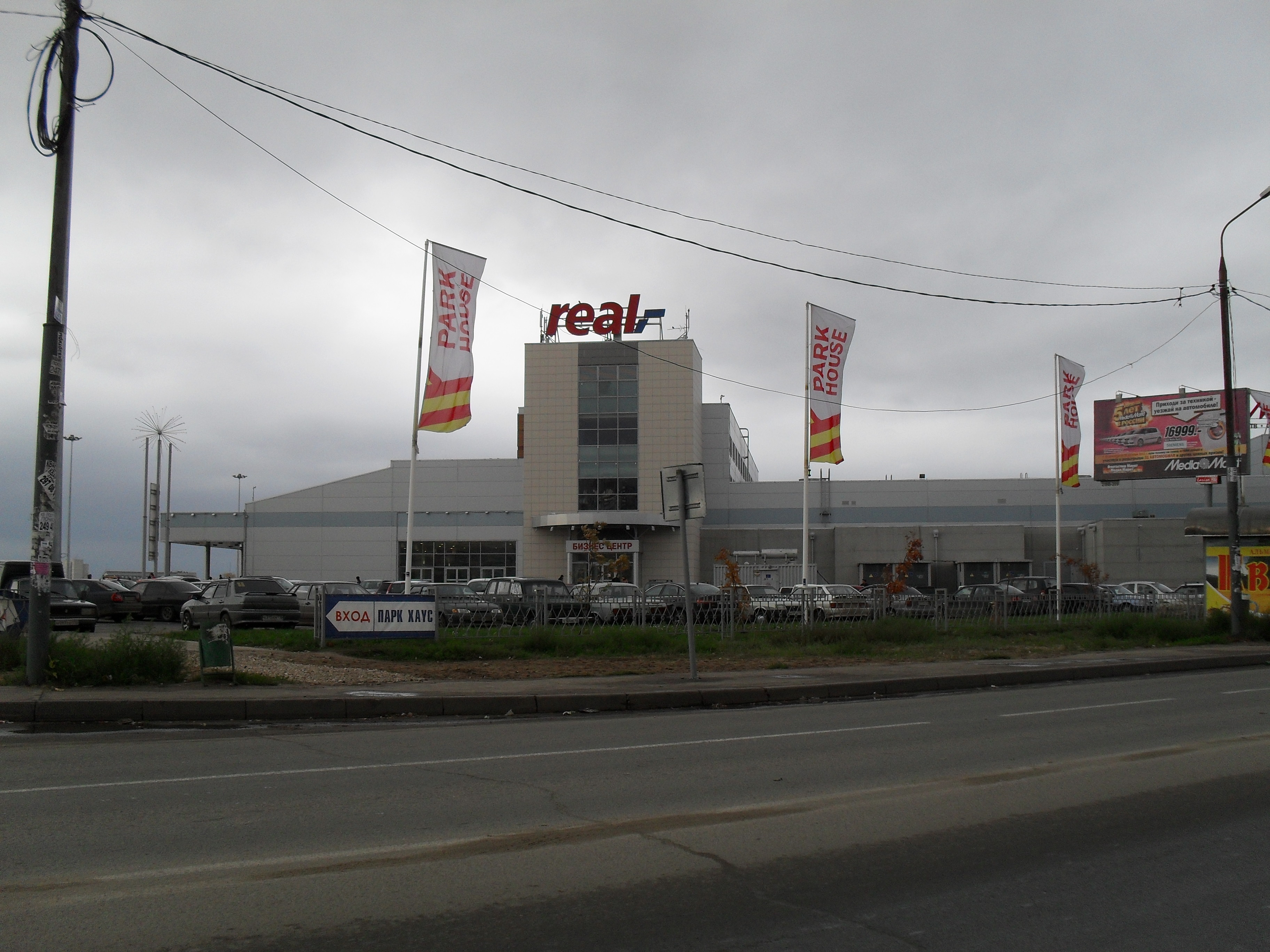
«Парк Хаус»
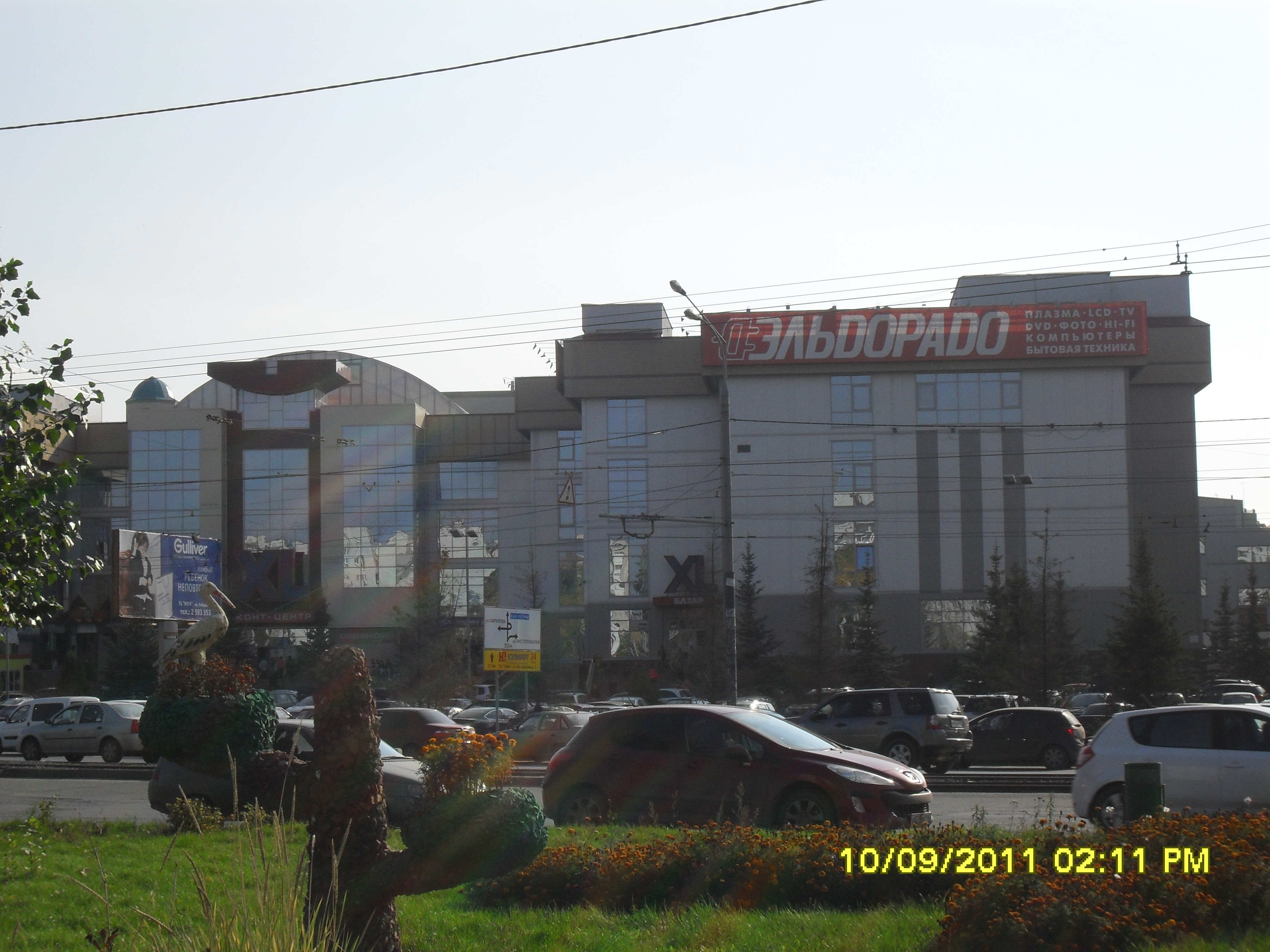
«Савиново-XL»
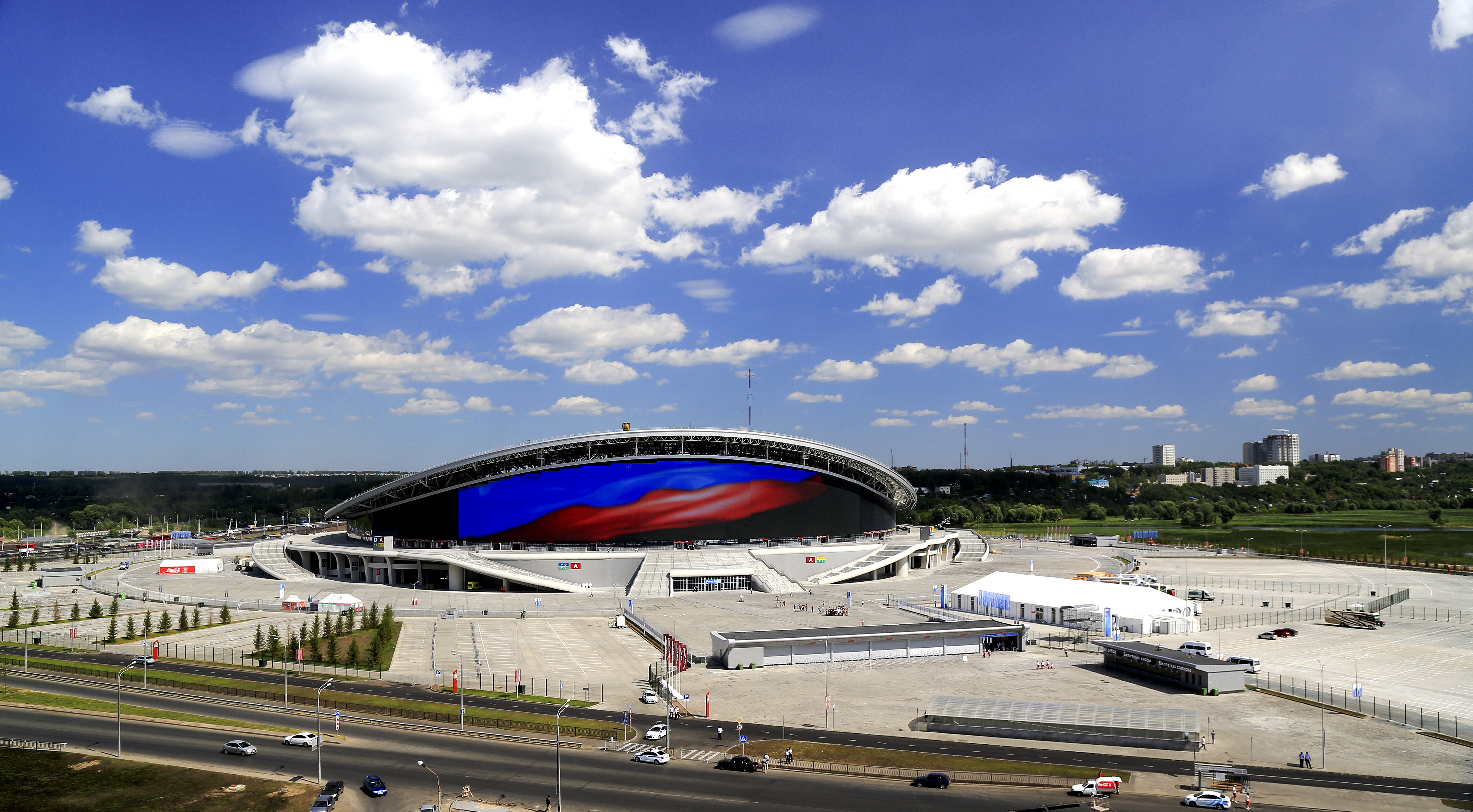
«Казань-Арена»

## Почтовые индексы
Проспект Х. Ямашева:
- Московский район г. Казани:

дома 1,7, 2-24/40 чет. — 420080,
дома 9-31 нечет. — 420066,
- Ново-Савиновский район г. Казани:

дома 28-32 чет, 36, 38 — 420044,
дома 48-60 чет, 46/33 — 420103,
дома 57-91 нечет, 74-88 чет. — 420126,
дома 35, 37, 39-51 нечет. — 420124,
дома 90, 92-98, 100—102, 104/1, 104/2, 108, 110, 112 — 420133.

## Видео
- Ночной Проспект Ямашева
- Вести — Татарстан: Коллапс на перекресте Ямашева-Бондаренко
- Огромная пробка на Ямашева (От Адоратского до Третьей транспортной дамбы)
- проезд по улице Ленская в сторону просп. Ямашева под улицей Декабристов